# Ctenochira sphaerocephala
Ctenochira sphaerocephala là một loài tò vò trong họ Ichneumonidae.